# Sydiva
Sydiva là một chi bướm đêm thuộc họ Noctuidae.